# Chrysodeixis quaestionis
Chrysodeixis quaestionis är en fjärilsart som beskrevs av Fabricius 1794. Chrysodeixis quaestionis ingår i släktet Chrysodeixis och familjen nattflyn. Inga underarter finns listade i Catalogue of Life.